# Adolph Ochs
Pour les articles homonymes, voir Ochs.
Adolph Simon Ochs (né le 12 mars 1858 et mort le 8 avril 1935) est un patron de presse américain. Il est principalement connu pour avoir racheté le New York Times en 1896 : ses descendants en sont toujours les actuels propriétaires.

## Biographie
Ses parents, Julius et Bertha Levy Ochs, étaient des immigrés juifs allemands installés à Cincinnati, dans l'Ohio. La famille déménagea ensuite à Knoxville dans le Tennessee à cause de l'engagement sudiste de la mère pendant la Guerre de Sécession. Ochs commença à travailler dans l'édition à l'âge de 11 ans, en tant qu'assistant dans l'imprimerie du journal Knoxville Chronicle.
En 1896, il devient propriétaire du New York Times, qui était alors fortement endetté, avec un passif de 300 000 dollars, des pertes annuelles de 2 500 dollars et n'avait plus qu'un tirage quotidien de 9 000 exemplaires.
Dans les années 1930, il est un donateur du National Park Service, lui offrant environ 120 km2 qui intègrent le Chickamauga and Chattanooga National Military Park. L'Ochs Memorial Museum, au sein de ce parc, porte son nom en l'hommage de ses dons.

### Successeurs
Sa fille Iphigene Bertha Ochs a épousé Arthur Hays Sulzberger (1891-1968), qui a été l'éditeur du New York Times de 1935 à 1961, faisant passer au cours de ces 26 ans le tirage de 465 000 à 713 000 exemplaires quotidiens. Leur fils Arthur Ochs Sulzberger a repris le contrôle du journal, qui a ensuite été légué à son fils Arthur Ochs Sulzberger, Jr..
Plus de 115 ans après son investissement dans le journal, les héritiers d'Adolph Ochs ont conservé le contrôle du New York Times grâce à un système d'actions sans droit de vote : même s'ils n'ont qu'une petite minorité du capital (19 %), ils détiennent via le Trust familial Ochs-Sulzberger 98 % des actions de classe B, les seules détentrices d'un droit de vote. La grande majorité des autres actionnaires détiennent des actions de classe A, partiellement dépourvues de droit de vote, et assorties en compensation d'autres privilèges sur le plan purement financier.
Pour « empêcher les divisions internes et les prises de pouvoir externes », le système mis en place prévoit qu'au moins 6 des 8 administrateurs doivent leur donner leur accord avant toute modification des statuts du journal.